# Arthur Fischer-Colbrie
Arthur Fischer-Colbrie (* 25. Juli 1895 in Linz, Oberösterreich; † 30. Dezember 1968 ebenda) war Schriftsteller und Beamter am Oberösterreichischen Landesmuseum.

## Leben

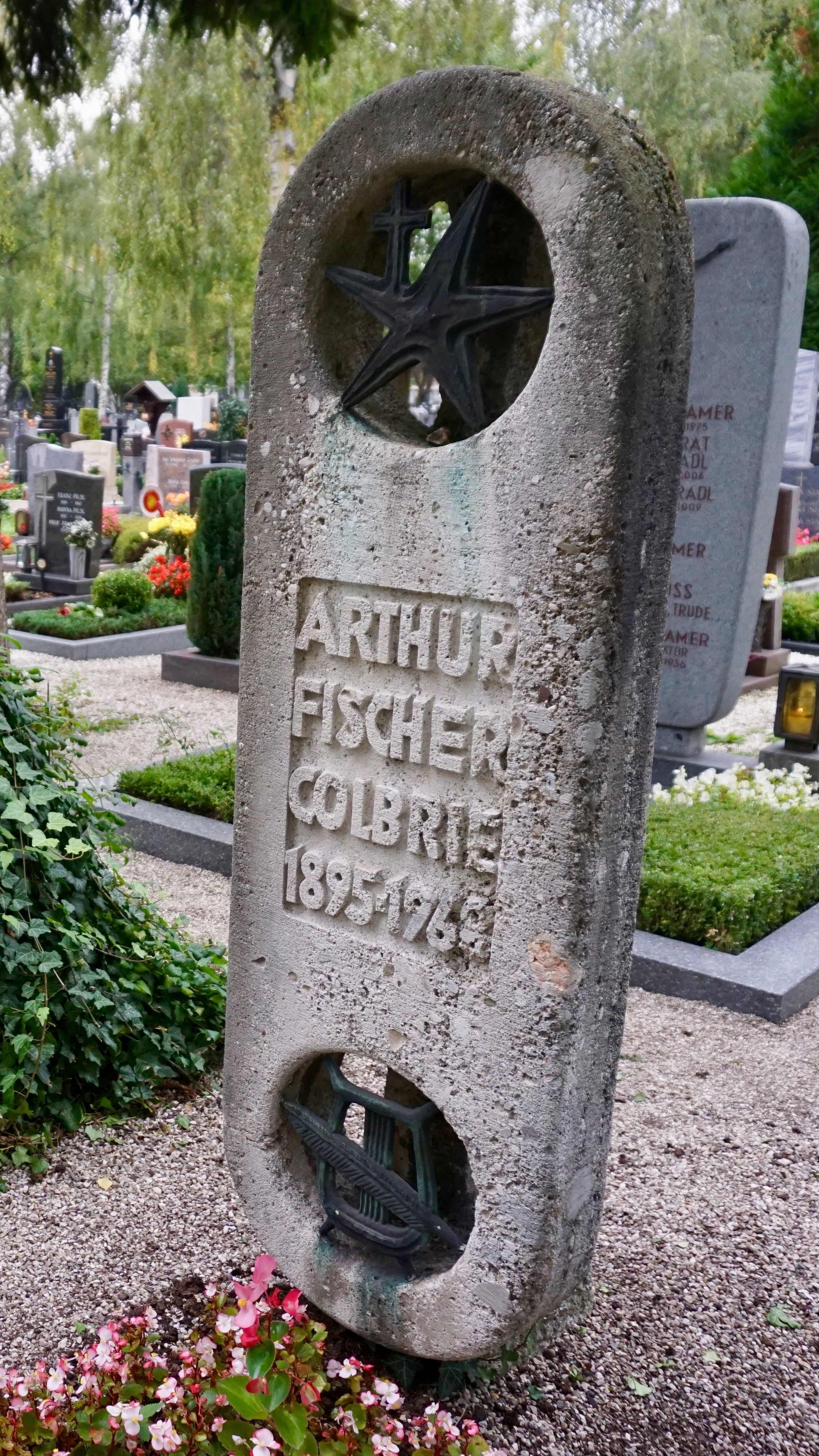
Grab von Arthur Fischer-Colbrie auf dem St. Barbara-Friedhof in Linz

Fischer-Colbrie war ein traditioneller und formstrenger Lyriker.
Nach dem Anschluss Österreichs 1938 an das Deutsche Reich beteiligte sich Fischer-Colbrie mit einem Beitrag am „Bekenntnisbuch österreichischer Dichter“ (herausgegeben vom Bund deutscher Schriftsteller Österreichs).
In der NS-Zeit war er bei Hitlers Plänen zur Führerstadt Linz eine regionale Größe der Reichsschrifttumskammer.
Fischer-Colbrie gehörte dem Dichterkreis Die Gruppe um Friedrich Sacher (1899–1982) an.
Arthur Fischer-Colbrie ist am St. Barbara-Friedhof in Linz begraben.

## Werke
- 1928: Musik der Jahreszeiten
- 1941: Unterm Sternbild der Leier: Gedichte
- 1945: Der ewige Klang
- 1948: Österreich in Wort und Bild: Oberösterreich
- 1954: Orgel der Seele
- 1961: Gleichenberger Elegien
- 1962: Farbenfuge

sowie literarische Tätigkeit für das Theater am Tötenhengst, mit dem seine Familie über ein Jahrhundert eng verbunden war.

## Auszeichnungen
- 1961: Adalbert-Stifter-Preis Landeskulturpreis Oberösterreich
- 1965: Österreichisches Ehrenkreuz für Wissenschaft und Kunst